# Земље-лопте
Polandball (Пољска-лопта), познат и као countryball (земља-лопта), је интернет феномен који има своје зачетке на /инт/ одељку немачког imageboarda Краутчена (Krautchan.net) у другој половини 2009. Феномен се манифестовао кроз велик број онлајн стрипова у којима се земље приказују у облику лопта које причају на врло лошем енглеском језику и извргавају руглу националне стереотипе и међународне односе. Овај тип стрипова се назива и Пољска-лопта (чак и у случају кад Пољска није међу ликовима) и Земља-лопта (тј колективно Земља-лопте).

## Пољска-лопта
Пољска-лопта потиче из 'сајбер-рата' у септембру 2009. између пољских интернет корисника и остатка света који се одвијао на страницама Drawball.com. Те странице, које нуде виртуелно округло платно, допуштају својим корисницима да на њима цртају шта год пожеле, али и да цртају преко постојећих цртежа других корисника. На пољском интернет простору дошло је до идеје да се нацрта пољска застава преко округлог платна на Drawball.com те је на хиљаде Пољака сарадњом успело преузети платно, бојећи га у
бело-црвено речима "POLSKA" у средини. Након координације на 4ченy (4chan.org), тај цртеж је прекривен огромним кукастим крстом.
Краутчен је imageboard на немачком језику чију /инт/ секцију посећују интернет корисници који користе енглески језик. Зачетак Пољска-лопта феномена се додељује Фалку (Falco), Британцу са /инт/-а, који је у октобру 2009. створио тај феномен користећи Мајкрософт пејнт да би на неполитички начин „троловао“ Војака (Wojak), Пољака са исте секције који се користио врло лошим енглеским језиком. Након тога стрипове Пољска-лопте су с пуно ентузијазма стварали и Руси.
Премиса Пољска-лопте, која је популарност стекла за време несреће у Смоленску у којој је погинуо пољски председник Лех Качињски, је да представи Пољску и њену историју, односе са другим земљама и стереотипима, фокусирајући се на пољску мегаломанију и националне комплексе. Интеракције између земаља-лопта углавном се пишу на врло лошем енглеском језику (такозваном "Engrish"-у) и интернет сленгу, који подсећа на Lolcat феномен, те на завршетку сваког стрипа Пољска, која се намерно црта са црвеном бојом горе и белом доле (обрнуто од стварне пољске заставе), завршава плачући. Такође, неки стрипови су о територијалним захтевима, где на пример Пољска тражи од Русије земљу, која је се у стрипу пародично зове "глина" ("clay"). У већини случајева, Пољска је приказана као "помагач" другим земљама и као водоинсталатер. Тако је, у једном новијем стрипу, Пољска, као инсталатер, крива за поплаве које су се догодиле у југоисточној Европи.
Неки пољска-лопта стрипови се стварају на премиси да Русија може да лети у свемир, док Пољска не може. Један од најпопуларнијих пољска-лопта стрипова започиње са премисом да ће планету Земљу убрзо ударити огромни метеор, што доводи до тога да све земље развијене свемирске технологије напуштају Земљу и одлазе у орбиту око ње. На крају стрипу Пољска, још на површини Земље, плаче и на врло лошем енглеском изговара канонску фразу пољска-лопте "Poland cannot into space" (Пољска не могла бити у свемир). На овај духовит начин, Руси приводе крају сву дискусију за Пољацима око тога чија је земља супериорна. У једном другом пољска-лопта стрипу који је претворен у историјско-политичку сатиру, Пољска се чини као да досађује другим земља-лоптама, али својом изјавом „Кад смо сломили Русију и Турке били смо највећа земља на свету ... и .. " наводи друге земља-лопте да јој се отворено смеју. Пољска, сад изиритирана, изусти "Kurwa" (Курва) и подигне знак на којем пише "Internet serious business" (Интернет озбиљан посао), што је интернет слоган који се користи да се исмева друге који третирају одређене теме с омаловажавањем и у правој традицији пољска-лопте завршава плачем.

## Остале земља-лопте
Пољска-лопта укључује стрипове и са тематиком других држава, али по конвенцији ови стрипови се такође називају пољска-лопта, иако се могу и звати земља-лопта стрипови. По страницама луркмора (lurkmore.tо), Баварска има своју сопствену лопту, а засебне лопте су створене за државе Сједињених Америчких Држава, Каталонију и Сибир између осталих. Сингапур има облик троугла, па се зове Троугапур; Израел има облик хиперкоцке (што упућује на израелску физику), Казахстан има облик цигле,  Уједињено Краљевство се приказује са цилиндром и моноклом ,а Липе-Детмонд са ружом. Такође, Непал се приказује као застава Непала са зубима. Бивше Немачко царство је такође приказано у облику коцке. Женске пољска-лопте су приказане са траком на глави. Уједињено Краљевство се често зове и Британија. Такође се понекад могу наћи и повези на очима (у овом случају код Србије)

## Галерија
- Пољска-лопта могла бити у свемир
- Америка се приказује са наочарима за сунце
- Пољска-лопта са обрнутим бојама (очигледно)
- Летонија је богата (пародија на Летонију и кромпир; у многим пољска-лоптама је Летонија приказана како због слабе исхране умишља гомилу кромпира)
- Земља-лопте могу понекад бити и државе које нису независне (у овом случају то је Енглеска, а често се приказује и Косово, Јужна Осетија, итд.)
- Како нацртати Украјину на плажи
- Пољска-лопта могла бити у Википедију
- Русија се понекад приказује и са ушанком
- Бразил-лопта са ругалицом (Huahuehuahue)
- Стереотип Финске
- Понекад земље имају шешире (и осталу декорацију), у овом случају је наполеонова капа
- нормалан липе
- љут липе
- Казахстан је у облику цигле.
- верзије Пољска-лопте
- Пољска-лопта могла бити у словеначку Википедију
- Пољска-лопта са справом за отпушивање цеви
- Земље-лопте
- Друга верзија Србије-лопте
- Википедија у пољска-лопта стилу тј.Википедија-лопта